# Waq-Waq-Inseln
Die Waq-Waq-Inseln (ursprünglich Wāḳwāḳ) sind eine fiktionale Inselgruppe, die in der islamischen Geographie und Kartographie erwähnt wird. Außerdem findet man sie in dem ägyptischen Buch der Kuriositäten.
Sie sollen östlich von China gelegen haben.

## Waq-Waq-Baum

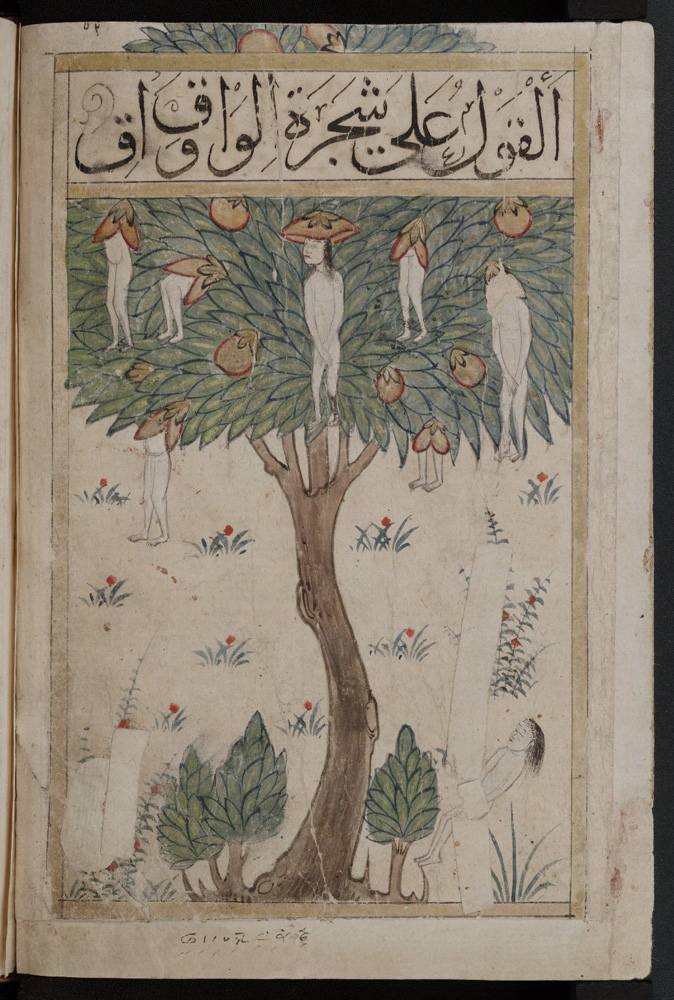
Illustration des Waq-Waq-Baumes

Aus den Erzählungen eines anonymen andalusischen Geographen (12. Jahrhundert) geht hervor, dass die Insel ihren Namen aufgrund der nur auf dieser Insel wachsenden Bäume hat, auf welchen menschliche Körper wachsen.
Diese werden als äußerst schön und begehrenswert beschrieben. Der Prozess des Wachsens beginne im März und ende am letzten Tag des Aprils. Im Juni fallen diese Körper, welche als seelenlos beschrieben werden, mit dem Schrei Waq-Waq von diesem Baum herunter, jedoch können sie sich nicht bewegen, da sie keine Knochen haben. Aufgrund des Geruchs der Verwesung werden sie anschließend begraben.